# La Renommée (journal)
Pour les articles homonymes, voir La Renommée.
La Renommée est un quotidien français publié à Paris du 15 juin 1819 au 13 juin 1820.

## Histoire
Édité sur une seule année, il a connu 358 numéros. Puis, il parait de nouveau du 1er juin au 16 octobre 1836 sur 133 numéros avant de disparaitre définitivement. 
Le Gracieux écrit à son propos en 1820 concernant la censure : « ...La Renommée est toujours le dernier journal dont on s'occupe, toujours le dernier expédié, et il n'est pas rare que son travail ne lui soit rendu qu'après minuit. Il est facile de concevoir quel préjudice ces retards doivent porter au journal... »

## Auteurs
- Maxime de Villemarest